# 英格蘭皇家徽章

英格蘭皇家徽章（Royal Arms of England）起源於12世紀後期金雀花王朝的徽章。英格蘭皇家徽章的圖案是紅底盾牌上有三頭吐著藍色舌頭的獅子。英格蘭皇家徽章圖案現在出現在英鎊硬幣和英格蘭各級體育代表隊的制服上，現在已成為英格蘭的象徵。